# Žveplov dioksid
Žveplov dioksid je kemična spojina s formulo SO2. Ta pomemben plin je glavni produkt zgorevanja žveplovih spojin in precejšni okoljski problem. SO2 je pogosto opisan kot »vonj gorečega žvepla«.
SO2 nastaja v ognjenikih in različnih industrijskih procesih. Ker premog in nafta vsebujeta različne količine žveplovih spojin, njuno zgorevanje ustvarja žveplov dioksid. Nadaljnja oksidacija SO2 ob prisotnosti katalizatorjev, kot je NO2 vodi do nastanka H2SO4, s tem pa do nastanka kislega dežja.

## Opis, sestava in uporaba snovi
Žveplov dioksid je brezbarven plin, jedkega vonja, strupen, v vodi se dobro raztaplja in pri tem nastane žveplova kislina.
Uporabljamo ga za razkuževanje (dezinfekcijo vinskih sodov), kot konzervans - E220 (suho sadje, žveplanje vina)), belilno sredstvo (papir, oblačila), uporabljen je tudi, kot hladilno sredstvo v hladilnikih za domačo uporabo, v komunali pa se uporablja za zdravljenje klorirane odpadne vode.
Pridobivamo ga na več načinov: pri zgorevanju žvepla ali vodikovega sulfida v zraku, s praženjem pirita, v laboratoriju ga pridobivajo z močnimi kislinami in natrijevim hidrogen sulfatom.
Največji viri emisij žveplovega dioksida so elektrarne (zaradi zgorevanja fosilnih goriv), drugi industrijski obrati (proizvodnja cementa, pridobivanje kovin iz rude, kurjenje goriva, ki vsebujejo veliko žvepla (lokomotive, ladje ...)).
Žveplov dioksid povzroča neželene učinke na respiratornem sistemu (dihala), poveča simptome astme in povzroča težave pri ljudeh z oslabljenim delovanjem ledvic. Pri vdihovanju je strupen za ljudi in živali, pri veliki koncentraciji pa draži oči.

## Fizikalne in kemijske lastnosti
Žveplov dioksid je brezbarven plin, ki se ga da na enostaven način s hlajenjem utekočiniti(vrelišče -10,02ºC, tališče -72,5ºC). Izparilna entalpija pri vrelišču je velika 24,9 kJ/mol, zato lahko tekoči žveplov dioksid uporabljamo v hladilnikih. Žveplov dioksid se dobro raztaplja v vodi, pri čemer z vodo deloma reagira.
Žveplov dioksid je tudi reducent. Raztopine živosrebrovih soli reducira do elementarnega živega srebra. V kombinaciji z močnejšimi reducenti je žveplov dioksid oksidant, ker pa je vez med kisikom in žveplom razmeroma močna, žveplov dioksid ne vzdržuje gorenje.
Žveplov dioksid ni strupen, je pa dušeč plin, ki draži sluznice in dihala. V večjih koncentracijah je v ozračju škodljiv za žive organizme.
Pri stiku z oksidacijskimi sredstvi lahko pride do nevarne reakcije.

## Toksikološki podatki
- Vdihavanje: Akutna inhalativna toksičnost (LD50) 2520 ppm,
- Čas izpostavitve: 1 h,
- Preizkusna žival: podgana

Učinek žveplovega dioksida temelji v prvi vrsti na draženju in poškodovanju vlažnih sluznic zaradi tvorbe žveplaste kisline pri koncentracijah od 20 ppm dalje. Koncentracije od 400 ppm  dalje pa so pri vdihovanju preko ene minute življenjsko nevarne. Zaradi hitre izparitve tekočega žveplovega dioksida pri kontaktu s kožo in s tem povezano ohladitvijo lahko pride do ozeblin.

## Ekotoksikološki podatki
Žveplov dioksid rahlo ogroža vodo, zaradi spremembe pH in porabe kisika je možna ekološka škoda, zato je smrten za ribe.

## Odstranjevanje
Snov je pakirana v povratne jeklenke, ki se morajo izpraznjene in nepoškodovane vrniti dobavitelju. Zastarane jeklenke se obravnavajo, kot staro železo.
Pri odstranjevanju je treba upoštevati Pravilnik o ravnanju z embalažo in odpadno embalažo UL RS 104/00(ES 94/62/EC).

## Zakonsko predpisani podatki o predpisih
- Številka v Dodatku I Direktive 67/548: 016-011-00-9
- Simboli za nevarnost: T... strupeno
- R-stavki: strupeno pri vdihavanju, povzroča opekline;
- S-stavki: hranite zaklenjeno in izven dosega otrok, hraniti na dobro prezračevanem mestu,če pride v oči, takoj izpirati z obilo vode in poiskati zdravniško pomoč,nositi primerno zaščitno obleko, rokavice in zaščito za oči/obraz, ob nezgodi ali slabem počutju takoj poiskati zdravniško pomoč. Po možnosti pokažite etiketo.
- Razred ogroženosti vode 1;

Predpisi – Informacije:
- Zakon o kemikalijah – uradno prečiščeno besedilo (Uradni list RS št.47/04)
- Zakon o prevozu nevarnega blaga (Uradni list RS št.33/06)
- Pravilnik o pregledovanju in preizkušanju opreme pod tlakom (Uradni list RS št.45/04)
- Pravilnik o razvrščanju, označevanju in pakiranju nevarnih snovi (Uradni list RS št. 35/05)
- Pravilnik o razvrščanju, označevanju in pakiranju nevarnih pripravkov (Uradni list RS št. 67/05

Mednarodni predpisi: Pri skladiščenju je treba upoštevati:
- Zakon o vodnem režimu WHG§19g,TRG,TA Luft (Nemčija): razred IV, tč. 3.1.6
- Kühn-Birett: Opomnik o nevarnih delovnih materialih, List A08
- Hommel: Priročnik o nevarnih tovorih, List 214
- Varnostni napotki Linde: št. 7: Ravnanje s tlačnimi posodami za pline